# Узана
Узана (буг. Узана) је зимско одмаралиште у Бугарској. Налази се у подножју врха Исполин на 1,420 m надморске висине, близу парка природе Бугарка на Старој планини. Састоји се од великих ливада окружених шумом. Надморска висина варира од 1.220 до 1.350 м. Најдужа стаза је дуга 4,265 ft /1,300 m. Најближи већи град је Габрово, удаљен око 22 км. Одмаралиште са својих 15 хотела пружа туристичке услуге током целе године.
Околина Узана погодна је за спалеологију, скијање, и пењање на стенама. Постоје могућности за културни туризам у региону. У оближњем етнографском музеју Етар на отвореном људи могу сазнати више о бугарским занатима. Соколски манастир налази се неколико километара од Узане.
Туризам у региону Узана започео је 1937. године када је прва брвнара, названа Узана, изграђена на јужној страни ливаде.
Узана је дом ретких цветних врста уписаних на Црвеној листи IUCN.
То је полазна позиција многих планинских рута према врху превоја Шипка и Бузлуџи.

## Географски центар
Узана је такође и географски центар Бугарске. Сама тачка Географског центра отворена је у децембру 1991. године од стране председника Републике Бугарске у то време др Зелиа Зелева. Од 2008. године центар је укључен у Национални туристички покрет “100 туристичких локација у Бугарској” под бројем 19, упоредо са Етнографским музејом Етар на отворено , Националним музејом образовања и Домом хумора и сатире.